# Suni Hạ Linh
Ngô Đặng Thu Giang (sinh ngày 6 tháng 9 năm 1990), thường được biết đến với nghệ danh Suni hay với tên cũ Suni Hạ Linh (viết cách điệu là SUNI), là một nữ ca sĩ, nhạc sĩ, nhà sản xuất thu âm kiêm vũ công người Việt Nam. Cô từng nhận được 1 đề cử cho giải Cống hiến.
Suni Hạ Linh từng tham gia cuộc thi Kpop Star Hunt (2012) và từng đoạt giải ba trong cuộc thi Ngôi sao Việt (2014).

## Đầu đời và học vấn
Ngô Đặng Thu Giang sinh ngày 6 tháng 9 năm 1990 tại Hà Nội, nguyên quán Hà Nội. Mặc dù sinh ra trong gia đình có bố mẹ làm nghệ thuật (bố cô là Nghệ sĩ Nhân dân Ngô Đặng Cường) nhưng Thu Giang vẫn được bố mẹ định hướng đi du học với ngành tài chính. Cô từng tốt nghiệp Cử nhân ngành Tài chính Tiền tệ tại trường Đại học Victoria, Wellington (New Zealand) và từng có thời gian làm việc ở ngân hàng. Tuy nhiên, cô đã quyết định trở về Việt Nam để theo đuổi đam mê ca hát.

## Sự nghiệp

### 2008
Ngô Đặng Thu Giang giành giải Nhất cuộc thi Cleverlearn Superstar.

### 2012
Tháng 9 năm 2012, Thu Giang tham gia chương trình Kpop Star Hunt mùa 2 tại Việt Nam, và đoạt giải Á quân. Vì vậy, cô cùng Quán quân của cuộc thi Nguyễn Diệu Hương Trang là hai đại diện của Việt Nam tham gia cuộc thi Kpop Star Hunt ở Hàn Quốc cùng với 14 thí sinh khác từ khắp châu Á, nơi cô dừng chân ở Top 16.

### 2014
Năm 2014, cô tham gia chương trình Ngôi sao Việt cùng với các ca sĩ quen thuộc như Kay Trần, Soobin Hoàng Sơn, Thúy Vy, Ivone Diệu Linh, Liz Kim Cương, Emma Nhất Khanh (LIME),... và kết thúc cuộc thi với vị trí thứ 3.

### 2015
Năm 2015, Thu Giang cùng Soobin Hoàng Sơn, Loki Bảo Long, Phan Ngọc Luân,... đại diện Việt Nam tham gia cuộc thi Chinh phục ước mơ được tổ chức tại Hàn Quốc.
Tháng 8 năm 2015, cô gái Ngô Đặng Thu Giang chính thức xuất hiện với nghệ danh mới Suni Hạ Linh, qua bản cover "Âm thầm bên em" đầy ấn tượng. Cùng năm đó, cô hợp tác cùng Phạm Hồng Phước cho ra mắt ca khúc mới có tựa đề "Cảm ơn người đã rời xa tôi". Sau đó, Suni tiếp tục cho ra mắt một sản phẩm âm nhạc mới "Chẳng thể là ai khác" kết hợp với Juun Đăng Dũng.

### 2016
Tên tuổi của Suni Hạ Linh trở nên quen thuộc hơn với khán giả qua bản hit "Em đã biết". Ca khúc nhanh chóng trở thành cơn sốt và gây bão ở khắp các bảng xếp hạng âm nhạc Việt Nam. Mấy tháng sau, Suni tiếp tục tung ra MV âm nhạc thứ hai "Say Yes" với sự thay đổi hoàn toàn về hình ảnh lẫn âm nhạc.

### 2017
Tháng 7 năm 2017, Suni cho ra mắt MV "Cảm nắng".

### 2018
Năm 2018, Suni rời công ty quản lý và chính thức trở thành ca sĩ độc lập.
Sau hơn một năm kể từ "Cảm nắng", tháng 8 năm 2018, Suni đánh dấu sự trở lại với hình ảnh dễ thương, ngọt ngào trong MV "Thích rồi đấy". Được chắp bút bởi nhạc sĩ Khắc Hưng, ca khúc mang màu sắc tươi vui, đáng yêu cùng một MV đầy màu sắc theo concept Hàn Quốc đã nhanh chóng giúp nữ ca sĩ "ghi điểm" trong lòng người hâm mộ.
Cuối năm 2018, Suni tung bản ballad nhẹ nhàng, tỏ tình đầy đáng yêu "Đi tìm người yêu".

### 2019
Tháng 7 năm 2019, Suni Hạ Linh tung MV "Không sao mà, em đây rồi" sau một thời gian ấp ủ. Sản phẩm âm nhạc này giúp cô đánh dấu sự trưởng thành trong âm nhạc và hình ảnh.
Tháng 10 năm 2019, Suni Hạ Linh cosplay violet ra mắt MV "Cưới nha anh".

Suni Hạ Linh vào năm 2020.

### 2020
Tháng 7 năm 2020, Suni Hạ Linh có màn kết hợp với Chillies với MV "Cứ chill thôi". MV được nhận xét là một sự trưởng thành ngoạn mục của Suni trên con đường âm nhạc.

### 2022
Tháng 7 năm 2022, Suni Hạ Linh tham gia dự án "Hương mùa hè" cùng Hoàng Dũng, Orange, Grey D và để lại nhiều ấn tượng với những ca khúc cover như "Vào hạ", "Dằm trong tim", "Ước gì"...

### 2023
Suni Hạ Linh công bố dự án EP "Single Single" và ra mắt ca khúc mở đường "Ngỏ lời" vào tháng 5, với phần âm nhạc và hình ảnh gợi nhớ đến những sản phẩm Suni ra mắt từ những ngày đầu sự nghiệp. Tháng 7 năm 2023, Suni ra mắt ca khúc chủ đề "Sự mập mờ" kết hợp cùng Grey D với những thay đổi trưởng thành hơn trong âm nhạc và hình ảnh.
Vào dịp Halloween, Suni Hạ Linh ra mắt Special Video "Nhé anh", một ca khúc cover được Suni Hạ Linh tự sản xuất với màn khoe vũ đạo trên nền nhạc rock.
Tháng 11 năm 2023, Suni Hạ Linh chia sẻ trong một bài đăng trên Instagram cá nhân về việc dừng hợp tác với công ty quản lý Mustation và quản lý và tách ra hoạt động độc lập.

### 2024
Tháng 2 năm 2024, Suni Hạ Linh tham gia 4B Nexus với tư cách nghệ sĩ độc quyền.
Tháng 3 năm 2024, Suni Hạ Linh kết hợp ca sĩ Juun D giới thiệu ca khúc "Lạc Khách" ("Castaway"), Suni Hạ Linh đóng vai trò sản xuất nhạc và đồng sáng tác ca khúc này.
Tháng 4 năm 2024, cô xác nhận tham gia chương trình Tỷ tỷ đạp gió rẽ sóng do Mango TV tổ chức tại Trung Quốc.

## Tai tiếng
Ngày 21 tháng 7 năm 2024, Suni Hạ Linh đã chia sẻ một bức ảnh nhằm công bố dự án album đang thực hiện trên tài khoản Instagram và Sina Weibo sau khi tham gia chương trình Tỷ tỷ đạp gió rẽ sóng tại Trung Quốc. Hành động đó đã khiến cô bị chỉ trích trong thời điểm Việt Nam đang để tang Tổng Bí thư Nguyễn Phú Trọng. Ngày 27 tháng 7 cùng năm, cô chính thức xin lỗi trên trang cá nhân Facebook: "[...] bản thân rất có lỗi khi đã hoàn toàn thiếu đi sự nhạy cảm khi chia sẻ về công việc cá nhân vào thời điểm chưa phù hợp".

## Giải thưởng
| Năm  | Giải thưởng             | Hạng mục                         | Đối tượng đề cử | Kết quả   |
| ---- | ----------------------- | -------------------------------- | --------------- | --------- |
| 2016 | Zing Music Awards 2016  | Best R&B / Soul Song of the Year | Em đã biết      | Đoạt giải |
| 2016 | V Live Awards 2016      | Best Rising Star                 | Bản thân        | Đoạt giải |
| 2016 | Làn Sóng Xanh           | Top 10 Song of the Year          | Em đã biết      | Đoạt giải |
| 2016 | Yan Music Awards 2016   | Top 20 Hit of the Year           | Em đã biết      | Đoạt giải |
| 2017 | Keeng Young Awards 2017 | Best Pop Song of the Year        | Chờ nhau nhé    | Đoạt giải |
| 2021 | Giải thưởng Cống hiến   | Video âm nhạc của năm            | "Cứ Chill thôi" |           |